# 多宝院 (川口市)
多宝院（たほういん）は、埼玉県川口市にある真言宗豊山派の寺院。

## 歴史
1518年（永正15年）に開山された。同市の宝蔵寺の末寺である。寛文年間（1661年 - 1673年）、叡学法印によって中興された。
現在、宝蔵寺が所蔵している板碑「永正十五年銘二十一仏庚申待供養板碑」は当院から出土したものである。

## 交通アクセス
- 新井宿駅より徒歩4分。